# Frank Carroll (patinador artístico)
Francis Michael Carroll (11 de julio de 1938 – 9 de junio de 2024) fue un entrenador y patinador competitivo estadounidense de patinaje artístico sobre hielo. Había entrenado a tres patinadores para ganar los Campeonatos Mundiales de Patinaje Artístico: Linda Fratianne, Michelle Kwan y Evan Lysacek. Lysacek ganó la medalla de oro olímpica masculina en los Juegos Olímpicos de 2010 en Vancouver.
Carroll fue incluido en el Salón de la Fama del Patinaje Artístico Mundial, el Salón de la Fama del Patinaje Artístico de Estados Unidos y el Salón de la Fama de Entrenadores de la Asociación de Patinadores Profesionales, y fue nombrado el Entrenador Olímpico del Año en 1997.

## Carrera competitiva y profesional
Nacido en 1938, Carroll se crio en Worcester, Massachusetts. Cuando era adolescente, se abrió una pista de patinaje en su vecindario y comenzó a patinar, interesado por la combinación de arte y atletismo. Después de graduarse de la Universidad de Holy Cross en 1960 con una licenciatura en sociología, Carroll se mudó a Winchester, Massachusetts y vivió con su entrenadora Maribel Vinson Owen y sus hijas los fines de semana.
Carroll ganó la medalla de bronce a nivel júnior en los Campeonatos de Estados Unidos de 1959. Ganó la medalla de bronce a nivel júnior en los Campeonatos de Estados Unidos de 1960 detrás de Douglas Ramsay. Carroll se convirtió en profesional y estaba patinando con los Ice Follies en el momento del accidente del vuelo 548 de Sabena que mató a todo el equipo de Estados Unidos.
Carroll patinó con los Ice Follies hasta 1964. Fue aceptado en la facultad de derecho de la Universidad de San Francisco pero decidió seguir una carrera de actuación. Apareció en el fondo de varias películas de playa, incluyendo The Loved One.
Carroll comenzó a entrenar a tiempo parcial y finalmente entrenó a tiempo completo. Sus estudiantes notables incluyen Linda Fratianne, Christopher Bowman, Michelle Kwan, Timothy Goebel, Gracie Gold, Denis Ten y Evan Lysacek. Fue el entrenador principal del Toyota Sports Center en El Segundo, California. En 2011, comenzó a entrenar en una pista de patinaje recién construida en Cathedral City, California para estar más cerca de su hogar en Palm Springs, California, uno de sus hogares desde la década de 1980. Carroll retomó el entrenamiento en el Toyota Sports Center el 1 de junio de 2013. Murió en Palm Springs, California el 9 de junio de 2024, a los 85 años, de cáncer.

## Resultados
| Evento                        | 1959  | 1960   |
| ----------------------------- | ----- | ------ |
| Campeonatos de Estados Unidos | 3º J. | 3.º J. |
| J. = Nivel Júnior             |       |        |

## Carrera como entrenador
Los estudiantes de Carroll incluyen: 

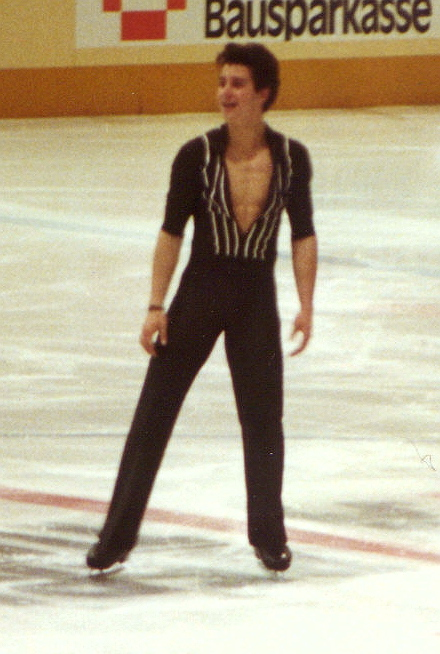
Christopher Bowman

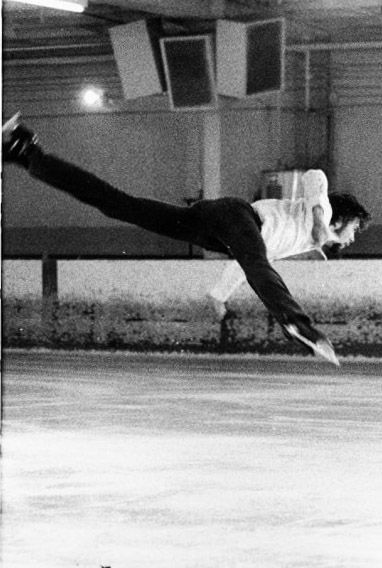
Robert bradshaw

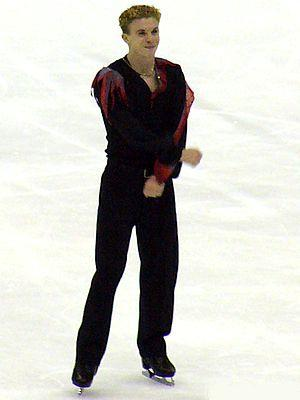
Timothy Goebel

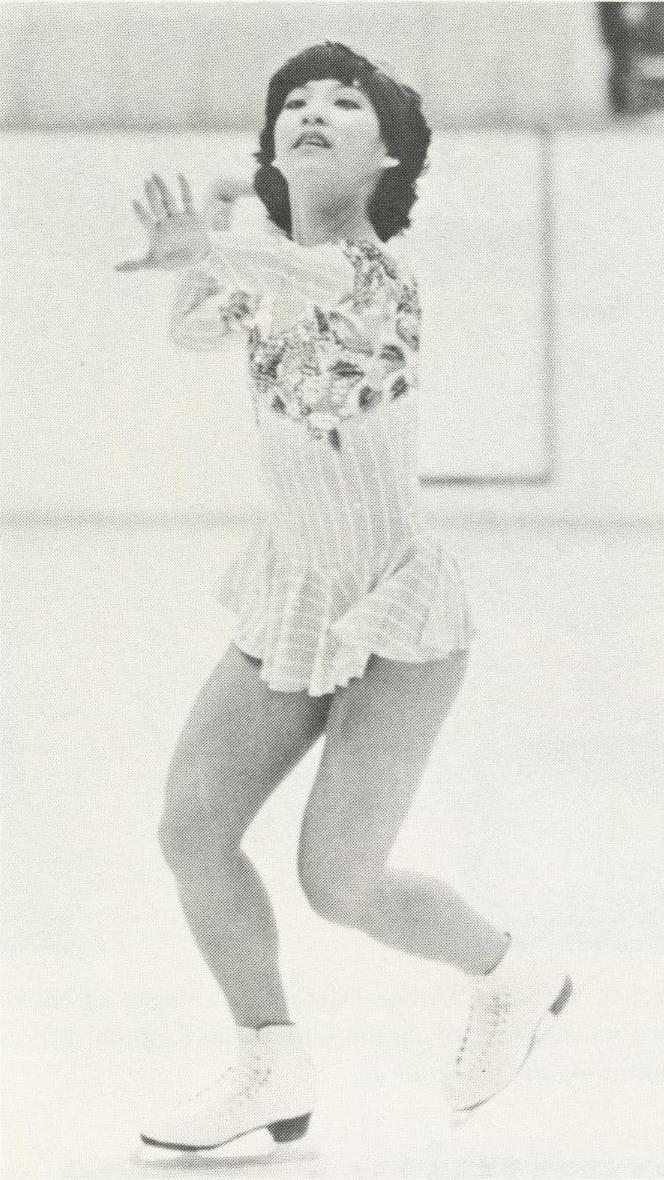
Tiffany Chin

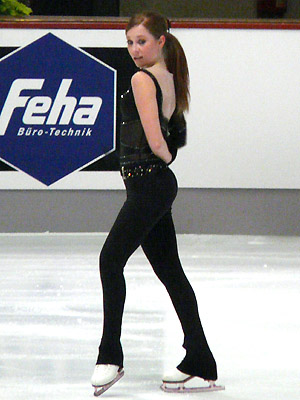
Danielle Kahle

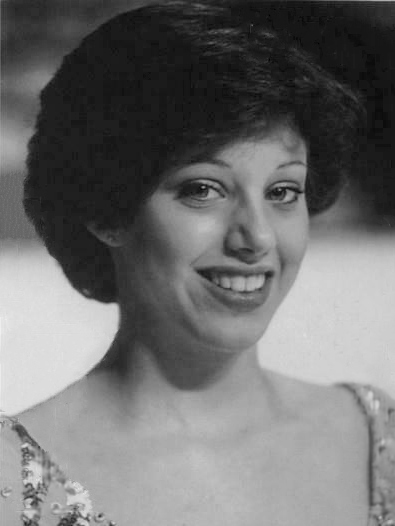
Linda Fratianne

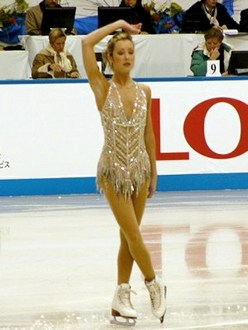
Jennifer Kirk

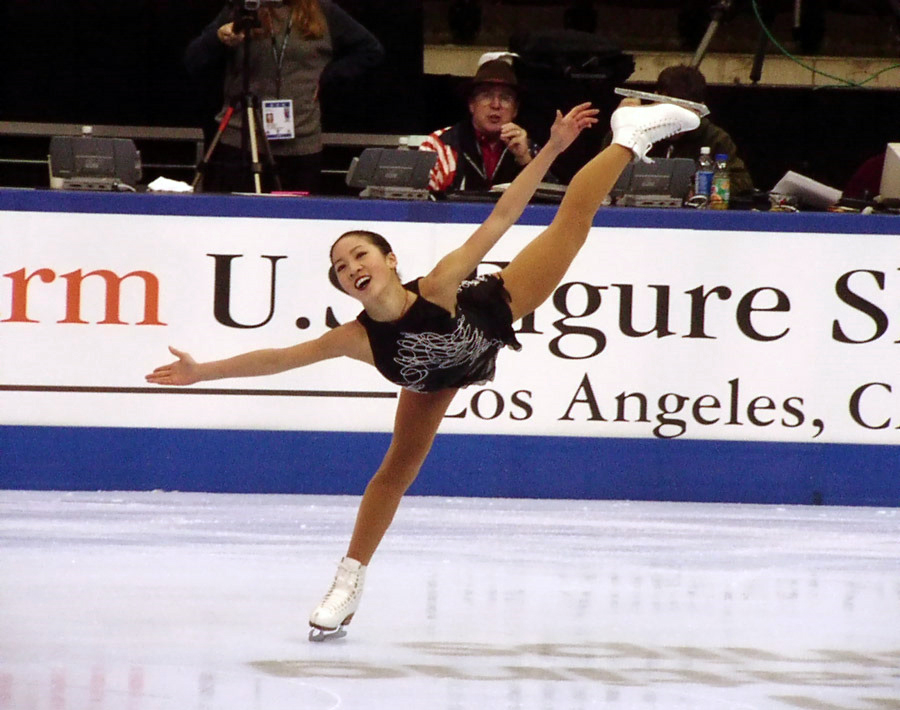
Michelle Kwan

- Robert Bradshaw: Entrenado para ganar una medalla de plata en los Nacionales de EE. UU. en 1973.
- Christopher Bowman.[15] Entrenado para ganar el título nacional de EE. UU., una medalla de plata mundial en 1989 y una medalla de bronce mundial en 1990.
- Nicole Bobek.
- Tiffany Chin: Entrenada para ganar dos medallas de bronce mundiales.
- Ellie Kawamura.
- Mark Cockerell.
- Silvia Fontana.[16]
- Linda Fratianne:[17] Entrenada para ganar dos campeonatos mundiales y una medalla de plata olímpica en 1980.[15]
- Timothy Goebel: Entrenado para ganar las medallas de plata mundial en 2002 y 2003 y la medalla de bronce olímpica en 2002. Carroll terminó su relación de entrenamiento con Goebel en noviembre de 2004 después del 2004 NHK Trophy.[18]
- Gracie Gold: Entrenada desde septiembre de 2013 hasta enero de 2017, incluyendo dos títulos nacionales.[19]
- Kristiene Gong.[20]
- Danielle Kahle.[21]
- Jennifer Kirk.[22]
- Carolina Kostner.[23]
- Karen Kwan.
- Michelle Kwan: Entrenada para ganar cuatro campeonatos mundiales y una medalla de plata olímpica en 1998. En el otoño de 2001, Kwan y Carroll terminaron su relación de entrenamiento. En entrevistas, Kwan dijo que necesitaba "asumir la responsabilidad" de su patinaje.[24]
- Beatrisa Liang.[25]
- Evan Lysacek: Entrenado para ganar un campeonato mundial en 2009 y una medalla de oro olímpica en 2010.[26][27]
- Ye Bin Mok.[28]
- Daisuke Murakami.[29]
- Michael Kuluva.[30]
- Mirai Nagasu: Entrenada desde mayo de 2009[31] hasta abril de 2012.[32]
- Angela Nikodinov.
- Denis Ten: Entrenado para ganar la medalla de plata mundial en 2013 y la medalla de bronce olímpica en 2014.

Carroll entrenó a patinadores para ganar los Campeonatos Mundiales de Patinaje Artístico durante la era de las figuras obligatorias (Fratianne), después de las figuras obligatorias (Kwan) y bajo el Sistema de Juzgamiento de la ISU (Lysacek). También entrenó a Lysacek para ganar una medalla de oro olímpica.
Carroll fue incluido en el Salón de la Fama del Patinaje Artístico de Estados Unidos en 1996. Fue el primer entrenador de patinaje artístico en ser nombrado el Entrenador Olímpico del Año, lo que ocurrió en 1997.
El 6 de marzo de 2007, se anunció que Carroll había sido elegido para el Salón de la Fama del Patinaje Artístico Mundial. Fue incluido el 22 de marzo de 2007 durante los Campeonatos Mundiales de Patinaje Artístico de 2007, entre la danza original y el programa libre masculino.
El 29 de julio de 2018, se anunció que Carroll se retiraría de la entrenación el 3 de agosto. Carroll planeaba continuar trabajando con U.S. Figure Skating y el programa de desarrollo juvenil.